# 파멜라 고든
파멜라 고든(Pamela Gordon, 1937년 4월 8일 ~ 2003년 9월 21일)은 미국의 배우, 영화배우, 연극 배우이다.
피츠버그에서 태어났으며 로스앤젤레스에서 사망하였다.

## 영화
- 디스 이즈 낫 어 필름 (2003년)
- 바다스 (2003년)
- 에브리씽 풋 투게더 (2000년)
- 척 앤드 벅 (2000년)
- 버디 보이 (1999년)
- 화성인 마틴 (1999년)
- 에이리언 네이션 - 씨크리트 웨폰 (1995, Alien Nation: Body and Soul)
- 악마의 변종 3 (1994년)
- ER (1994년)
- 야생화 (1994년)
- 악마의 변종 2 (1993년)
- 크레이지 프럼 더 하트 (1991년)
- 유혹의 다운타운 (1988년)